# Claudia Schiedeck Soares de Souza
Claudia Schiedeck Soares de Souza (Getúlio Vargas, 16 de setembro de 1964) é docente de magistério superior aposentada do Instituto Federal do Rio Grande do Sul, tendo sido reitora da instituição de 2009 a 2015. Formada em Letras Licenciatura - Português/Inglês pela Universidade de Caxias do Sul (1988), Campus Universitário da Região dos Vinhedos em Bento Gonçalves (Rio Grande do Sul), possui MBA em Gestão Educacional pela Pontifícia Universidade Católica do Rio Grande do Sul (2005), Mestrado em Estudos da Linguagem pela Universidade Federal do Rio Grande do Sul (2001),  Doutorado em Educação pela Universidade do Vale do Rio dos Sinos (2019) e Doutorado sanduíche no Ontario Institute for Studies in Education (OISE), Universidade de Toronto, 2018/2019. Durante seus mandatos, o IFRS constitiu 12 novos campi, expandindo o número de alunos para 20 mil. 

## Vida pessoal
Cláudia Schiedeck é filha de Luiz Gustavo Schiedeck, falecido, funcionário do Banco do Brasil, e Selma Schiedeck, professora estadual aposentada. É casada com Alexandre Soares de Souza, assessor comercial aposentado da BR Distribuidora. Não possui filhos. Ao longo de sua infância e adolescência residiu em Araranguá, (1971-1974), Santa Maria (Rio Grande do Sul) (1974-1981) e Bento Gonçalves (Rio Grande do Sul) (1981-2003). Desde 2004, reside na cidade de Garibaldi.

## Trajetória Profissional
Aos 20 anos, Cláudia iniciou sua carreira profissional como funcionária da Tramontina, Unidade de Garibaldi e, logo após, atuou também na Fasolo S/A e inícola Aurora, ambas em Bento Gonçalves. Ao concluir a graduação, atuou como professora no Colégio Marista Nossa Senhora Aparecida (1988-1998) e, após, no Centro Tecnológico Universidade de Caxias do Sul (CETEC) da Universidade de Caxias do Sul (1998-2000), nas unidades de Bento Gonçalves, Guaporé e Farroupilha. Também foi professora municipal concursada em Bento Gonçalves (1982-1985). Em 1997, foi aprovada em concurso público, como professora de magistério superior para o Curso Superior de Tecnologia em Viticultura e Enologia, na antiga Escola Agrotécnica Federal Presidente Juscelino Kubitscheck. Atuou como professora na instituição nas modalidades Ensino Técnico Integrado ao Ensino Médio, Ensino Superior e PROEJA.
Em 2007, concorreu à Direção Geral do Centro Federal de Educação Tecnológica de Bento Gonçalves, tendo sido eleita a primeira diretora mulher da instituição, bem como oriunda da área da formação geral (Ensino Médio). Nessa época, a Rede de Educação Profissional passava por um processo de expansão e reordenamento que se consolidou na criação dos Institutos Federais em 2008 pela Lei 11.892/2008

Em Janeiro de 2009, foi referendada como reitora pró-tempore do IFRS, que à época era composto por cinco instituições: o CEFET-BG, a Escola Técnica da UFRGS, o Colégio Técnico Mario Alquati de Rio Grande (Rio Grande do Sul) (pertencente à FURG), a Escola Agrotécnica de Sertão e a Escola Técnica de Canoas (então apenas na lei 11.534/2007). Em 2011, foi reeleita como reitora para o mandato 2011-2015.
Durante sua gestão, criaram-se os seguintes campi:
- Campus Alvorada, 2013;
- Campus Caxias do Sul, 2010;
- Campus Erechim, 2009;
- Campus Farroupilha, 2010;
- Campus Feliz, 2008;
- Campus Ibirubá, 2009;
- Campus Osório, 2010;
- Campus Restinga, 2009;
- Campus Rolante, 2013;
- Campus Vacaria, 2011;
- Campus Veranópolis, 2014;
- Campus Viamão, 2015;

Junto ao Conselho Nacional das Instituições da Rede Federal de Educação Profissional, Científica e Tecnológica (Conif) desenvolveu atividades como Diretora Administrativa - Gestão 2012 e também na coordenação da Câmara de Relações Internacionais do CONIF de 2013 a 2015. Também atuou como Vice-Presidente para as Américas na World Federation of Colleges and Polytechnics (WFCP) e como Vice-Presidente do COREDE Serra para a Gestão 2013-2015.
Também participou das audiências promovidas pelo Congresso Nacional para discutir o Novo Ensino Médio, onde defendeu o modelo dos Institutos Federais como alternativa para sanar as deficiências dos estudantes secundários no Brasil.
Academicamente, desenvolve pesquisas na área da internacionalização e educação profissional. 